# Bianca Beauchamp
Bianca Beauchamp (født 14. oktober 1977 i Montreal, Quebec, Canada), er en canadisk fetish model, kendt for hendes erotiks og latex udstråling.